# Angoville
Angoville foi uma comuna francesa na região administrativa da Normandia, no departamento Calvados. Estendia-se por uma área de 3,63 km². Em 2010 a comuna tinha 34 habitantes (densidade: 9,4 hab./km²).
Em 1 de janeiro de 2019, passou a formar parte da nova comuna de Cesny-les-Sources.